# Song Giang, Lâm Thương
Huyện tự trị dân tộc Lạp Hỗ, Ngõa, Bố Lãng, Thái Song Giang (chữ Hán giản thể: 双江拉祜族佤族布朗族傣族自治县) là một huyện thuộc địa cấp thị Lâm Thương, tỉnh Vân Nam, Cộng hòa Nhân dân Trung Hoa. Song Giang có diện tích 2292 km2. Dân số năm 1999 là 161.216 người (1999). Mã số bưu chính là 677300. Chính quyền huyện đóng ở trấn Mãnh Mãnh (勐勐). Về mặt hành chính, huyện được chia thành trấn, hương.
- Trấn: Mãnh Mãnh, Mãnh Quân.
- Hương: Sa Hà, Đại Văn, Mang Nhu và Bang Bính.